# Duomo di Pescia

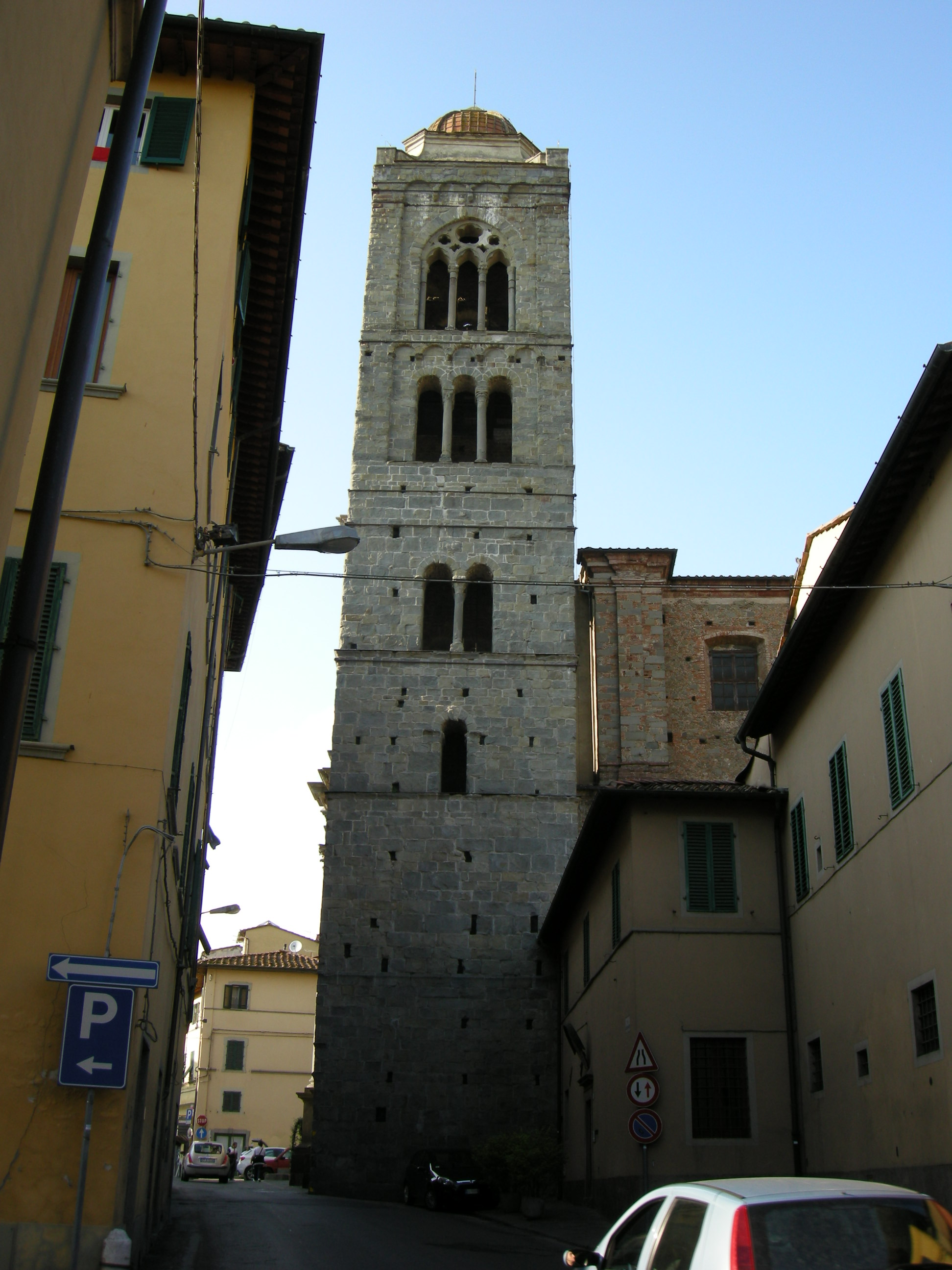
Il campanile

La cattedrale di Maria Santissima Assunta in cielo e di San Giovanni Battista è il luogo di culto cattolico principale di Pescia, chiesa madre dell'omonima diocesi e primario edificio religioso della città, per questo chiamato anche "duomo".

## Storia
La chiesa, forse risalente al V-VI secolo, è stata più volte ricostruita. Ricordata per la prima volta come pieve battesimale in un documento dell'857, venne consacrata nel 1062 da papa Alessandro II, che secondo la tradizione, prima di essere vescovo di Lucca, fu pievano di Pescia. Interamente ricostruita dopo l'incendio della città nel 1281, conserva alcune testimonianze databili al XIII secolo. Risalgono a questa epoca le tracce del paramento murario sul fianco sinistro, i resti dell'ambone riadattati a leggio.
Le forme attuali risalgono al 1684 quando, su progetto di Antonio Maria Ferri, si ricostruì interamente la chiesa in seguito al crollo della cupola, che aveva distrutto gran parte dell'edificio medioevale. L'originario impianto a croce latina venne così sostituito da una struttura ad una sola navata con cappelle laterali nel presbiterio e sormontata da una cupola.
Negli anni 2018-2019, in occasione dei 500 anni dalla fondazione della Diocesi di Pescia, il tempio è stato sottoposto a un generale restauro conservativo, che ha interessato particolarmente la navata, la cupola e il presbiterio. Quest'ultimo è stato oggetto di adeguamento liturgico; una commissione composta da 44 esperti, tra cui il teologo Severino Dianich, ha scelto il progetto dell'architetto Fabrizio Rossi Prodi, che ha previsto la realizzazione di un nuovo altare, di una nuova cattedra e di un ambone che unisce gli avanzi del pulpito medievale già ivi custoditi a elementi moderni.
Il campanile, che si ritiene un'antica torre della cerchia muraria, fu in parte modificato dall'inserimento di monofore, bifore e trifore nel 1306. Originariamente aveva una copertura a cuspide, sostituita dall'attuale cupolino nel 1771, progetto del vescovo Donato Maria Arcangeli. 

## Descrizione

### Facciata
La facciata, rimasta incompiuta sino alla fine dell'Ottocento, fu realizzata da Giuseppe Castellucci secondo moduli d'ispirazione neoclassica ed è stata completata nel 1933 con l'inserimento del fastoso portale marmoreo. Appoggiata al campanile gotico, è suddivisa in due fasce sovrapposte da un cornicione sorretto da lesene e semicolonne corinzie. La fascia superiore presenta, al centro, un finestrone ad arco, con balaustra, ed è terminata dall'elaborato frontone.

### Interno
L'interno, con copertura a volta, è caratterizzato da membrature in pietra che spiccano sul color crema dell'intonaco. Ai lati dell'ingresso si trovano due acquasantiere in marmo bianco (1504-1505).

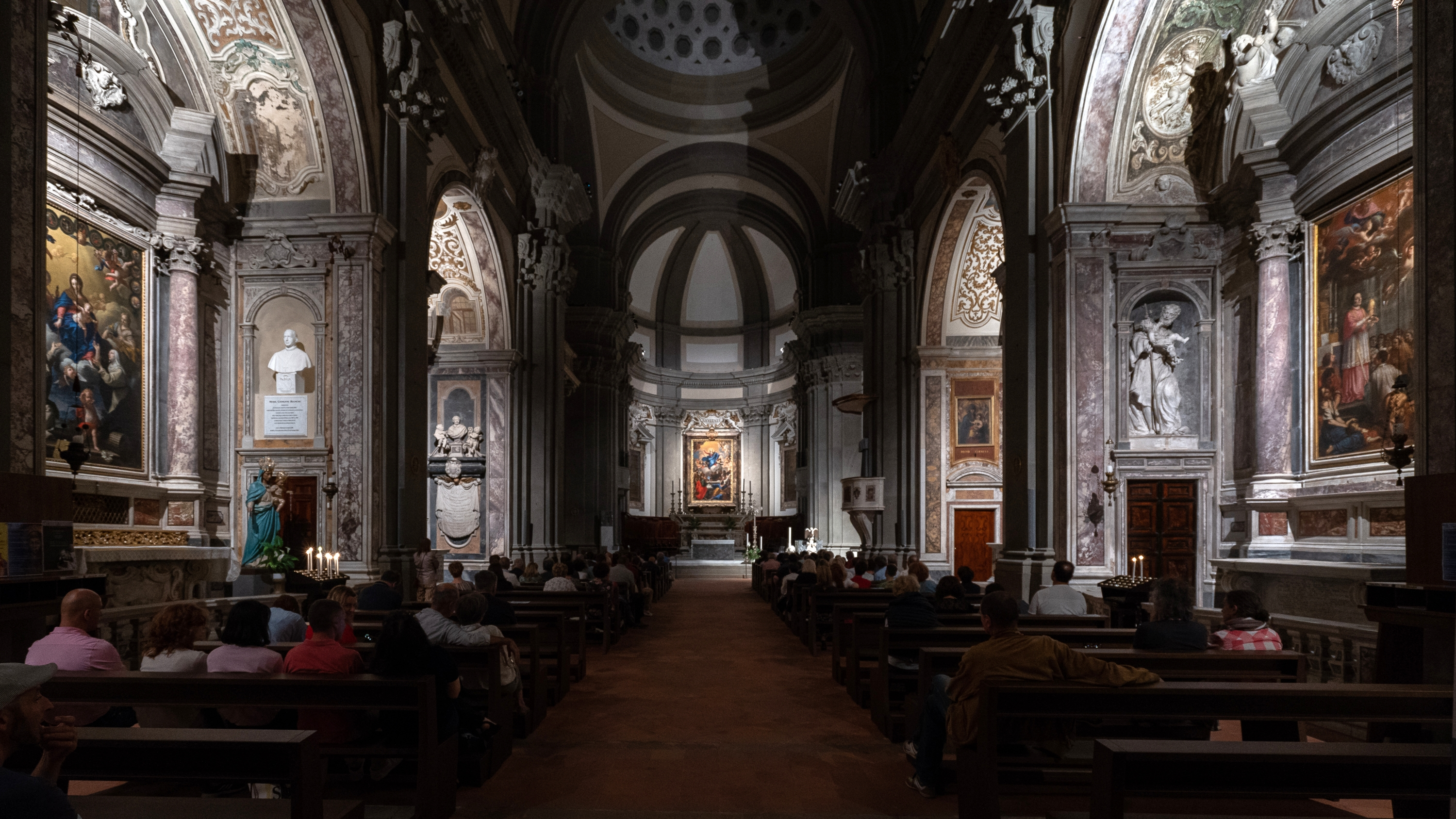
L'interno

Nella prima cappella a destra, la cappella Raffaelli, si conserva sull'altare la Vergine e santi di Luigi Norfini (1852). Nella cappella vicina, di patronato della famiglia Flori, è collocato un San Carlo che comunica gli appestati di Pietro Donzelli (fine XVII secolo). Nelle nicchie, due sculture in gesso: San Giuseppe con il Bambino a destra, e San Girolamo a sinistra, attribuite a Sebastiano Piccini e Quirico Coli (fine XVII secolo).
Di seguito, la cappella Forti conserva un pregevole dipinto settecentesco, la Natività della Vergine di Giuseppe Bottani. La volta, con affresco del XIX secolo, è ornata con marmi.

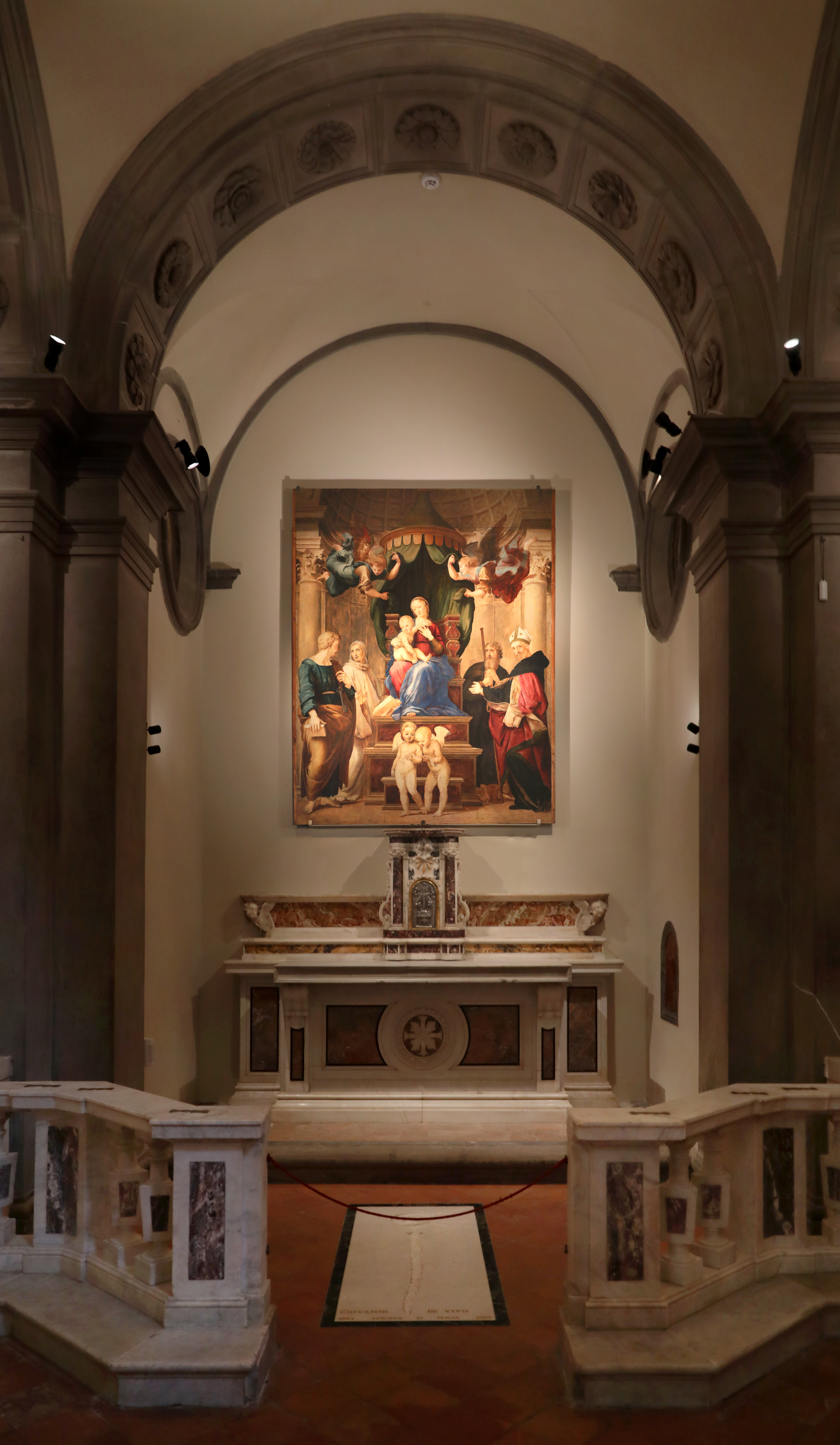
La cappella Turini durante l'esposizione temporanea dell'originale di Raffaello della Madonna del Baldacchino (2023)

Proseguendo sulla destra, si può vedere la grande cappella Turini, in stile rinascimentale. L'altare del Santissimo Sacramento possiede la tavola Madonna del Baldacchino di Pier Dandini, copia dell'originale di Raffaello che era ivi custodita sino al 1697 e che da allora entrò a far parte della collezione del gran principe Ferdinando de' Medici.
Sul pavimento della cappella, si trova la scarna tomba di monsignor Angelo Simonetti, vescovo di Pescia dal 1908 al 1950. Al lato, si erge il mausoleo di monsignor Baldassarre Turini, datario dei pontefici Leone X e Clemente VII, opera di Raffaello da Montelupo conclusa da Pierino da Vinci e poi da Antonio e Stoldo Lorenzi.
L'altare maggiore seicentesco è opera di Giuseppe Vaccà e fu finanziato dal celebre cantante lirico Giovanni Francesco Grossi detto Siface, nativo di Chiesina Uzzanese. La grande tavola posta al centro dell'abside, raffigurante l'Assunzione della Vergine, è di Luigi Garzi. Gli arredi del presbiterio sono stati realizzati negli anni 2018-2019 e constano di una mensa in marmo bianco con decorazioni metalliche, una cattedra anch'essa in marmo bianco e un ambone che incorpora i resti del pulpito duecentesco. 
Nella sacrestia è collocata una pala con la Vocazione dei Santi Pietro e Andrea di Pompeo Caccini, del 1611, chiaramente esemplata sullo stesso soggetto dipinto dal Cigoli nel 1607, oggi in Galleria Palatina a Firenze.
Sul lato sinistro della chiesa, la cappella Cecchi, dedicata a san Lorenzo, è oggi decorata da una tela di Anton Domenico Gabbiani, ma nel Cinquecento era ornata da stucchi, da affreschi e da una tavola con la Vergine Assunta in cielo tra i Santi Giuliano e Lorenzo, firmata da Sebastiano Vini, ma eseguita probabilmente per la maggior parte da Benedetto Pagni, l'unica opera sopravvissuta del complesso, poi depositata nell'oratorio di Sant'Erasmo di Uzzano. Nella cappella erano anche le tombe della famiglia Cecchi e del prelato Pierfrancesco che la commissionò.
A fianco, la cappella del Santissimo Rosario custodisce una tela di Antonio Franchi da Villa Basilica.
L'ultima cappella, in origine sede del battistero, nel 1934, in occasione dell'800 anniversario dalla morte, fu dedicata a sant'Allucio di Campugliano. Sull'altare, furono collocate le spoglie del santo, che dal 1791 erano custodite nel vicino altare del Santissimo Rosario, e vi fu realizzato un dipinto per mano del pittore Barsotti, poi sostituita da una tela di Romano Stefanelli (1985), allievo di Pietro Annigoni. Con gli ingenti lavori di restauro che hanno interessato l'intero tempio negli anni 2018-2019, nella cappella è stato ripristinato il battistero, ricollocandovi il fonte battesimale a pozzo, in stile fiorentino del principio del XVII secolo, e il dipinto su tela raffigurante il Battesimo di Gesù di Alessandro Bardelli, che erano stati trasferiti nell'adiacente cappella già sede della Compagnia. Quest'ultima è stata quindi riconvertita in cappella dedicata a sant'Allucio, del quale, presso l'altare, sono state collocate le spoglie mortali.
Sulla cantoria a ridosso della parete di sinistra della crociera si trova l'organo a canne, costruito da Cesare Marini nel 1700 e restaurato e ampliato da Filippo Tronci nel 1884 con il numero d'opera 1066. A trasmissione meccanica ed integro nella sua configurazione ottocentesca, dispone di 39 registri; la sua consolle è a finestra, con un'unica tastiera e pedaliera.

### Trittico Della Robbia

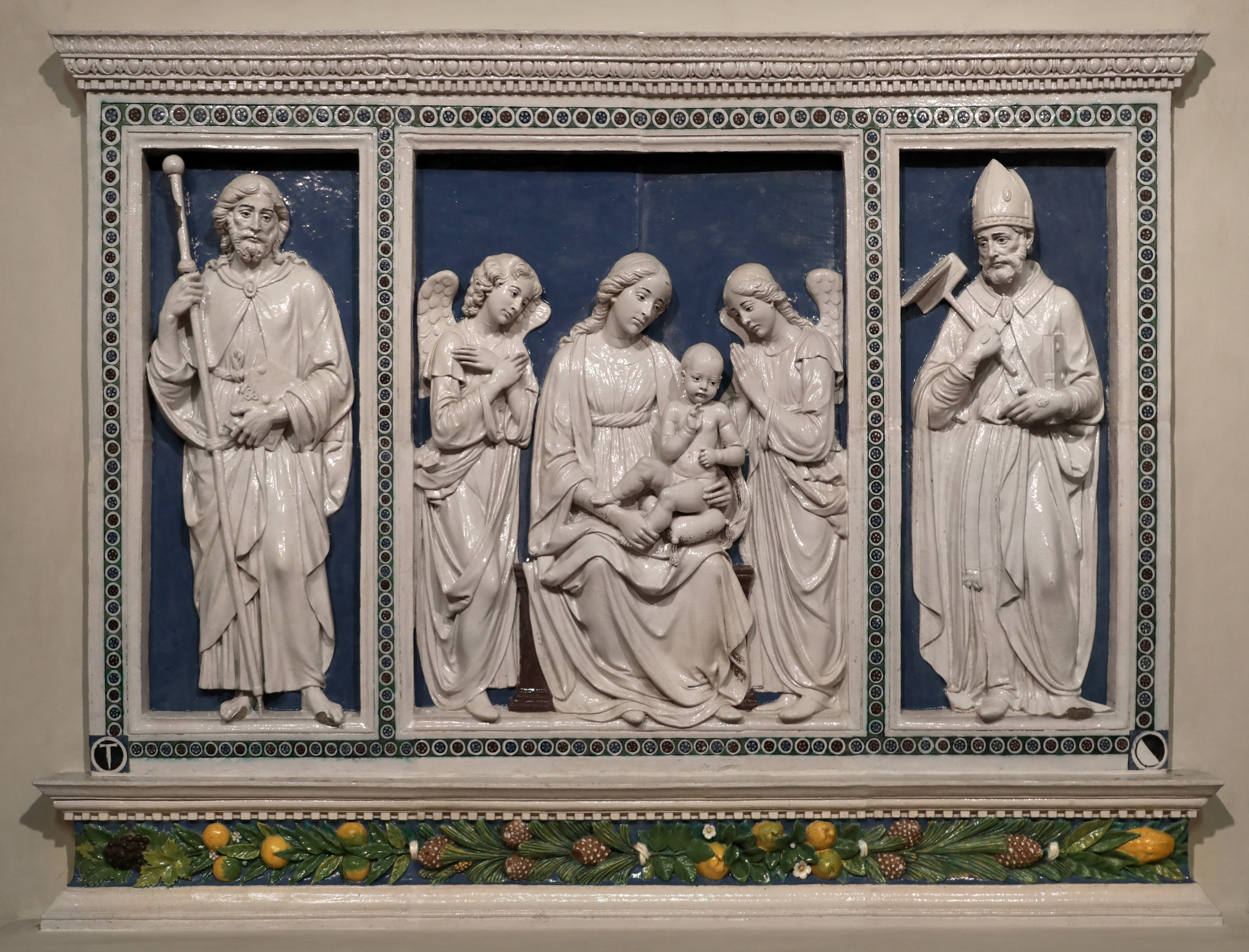
Luca e Andrea della Robbia, Madonna col Bambino tra angeli e santi, 1456-60 circa, dalla distrutta chiesa di San Biagio

Nel transetto sinistro, da dicembre 2020 è collocata, dopo un restauro, la pala Madonna col Bambino tra i santi Jacopo e Biagio di Luca e Andrea della Robbia. Il trittico si trovava in origine nella piccola chiesa di San Biagio soppressa nel 1784che si trovava nella piazza Grande di Pescia e poi trasferita nella sacrestia episcopale dove fu ritrovata in frantumi nel 1847 e ricomposta. A seguito di un restauro è stato collocato nell'attuale sede.